# WSK M06 Z
WSK M06-Z i M06-L produkowane równolegle w latach 1959–1964 rozwinięciem konstrukcji M06, w których wprowadzono wiele zmian konstrukcyjnych w celu polepszenia własności trakcyjnych i zwiększenia wygody jazdy. W modelach tych zastosowano silniki S01-Z o zwiększonej mocy znamionowej do 6,2 KM, nowe bardzo wygodne siodło, tylne amortyzatory teleskopowe o starannie dobranych charakterystykach sprężyn i tłumieniu olejowym. W modelu M06-Z (bardziej luksusowym) wprowadzono ponadto amortyzatory teleskopowe przednie z tłumieniem olejowym, koła z pełnymi piastami, głębokie błotniki chroniące w większym stopniu użytkownika przed błotem i wodą, oraz trwałe i estetyczne powłoki antykorozyjne (chrom). W obu tych modelach wzmocnieniu ponadto uległa rama motocykla. Motocykl M06 Z-150 produkowano w 1960 roku. Był to model M06-Z z silnikiem WFM S06 o pojemności skokowej 150 cm³ i mocy 6,6 KM.
Silnik:
- Typ: dwusuwowy S01-Z, chłodzony powietrzem * liczba cylindrów: 1
- Pojemność skokowa 123 ccm
- Stopień sprężania: 1 : 6,9
- Moc maksymalna 6,2 KM
- Zasilanie: gaźnik G 20M
- Smarowanie: mieszanką oleju i paliwa w stosunku 1 : 25
- Rozruch: dźwignia nożna
- Prądnica prądu zmiennego: 6V, 18W, prostownik selenowy
- Akumulator: 6V, 10Ah
- Zapłon: iskrownikowy, świeca zapłonowa 225 Bosch (Iskra F70)

Przeniesienie napędu:
- Silnik – sprzęgło: łańcuch rolkowy 3/8" x 7,5 mm, 2,30
- Sprzęgło: 3- tarczowe, korkowe w kąpieli olejowej
- Skrzynia biegów: 3- biegowa
- Przełożenia:
  - I bieg – 3,16 : 1
  - II bieg – 1,49 : 1
  - III bieg – 1 : 1
- Rama: podwójna, zamknięta spawana z belek o przekroju ceowym
- Zawieszenie przednie: teleskopowe, skok 150mm
- Zawieszenie tylne: wahacz, skok 80mm
- Opony: 3.00 × 19,

Wymiary i masy:
- Długość / szerokość / wysokość: 2020 / 645 / 1000 mm
- Wysokość siedzenia: 766 mm
- Rozstaw osi: 1281 mm
- Minimalny prześwit: 160 mm
- Masa bez płynów: 98 kg
- Dopuszczalna masa całkowita: 270 kg
- Zbiornik paliwa – pojemność: 12,5 l,
- Pojemność skrzyni biegów: 0,5 l,

Dane eksploatacyjne:
- Prędkość maksymalna: 80 km / h
- Zużycie paliwa: 2,2 l / 100 km przy 45 km/h

Wersje kolorystyczne:
- czarny,
- wiśniowy,
- niebieski,
- zielony